# Scambus imparis
Scambus imparis är en stekelart som beskrevs av Walley 1960. Scambus imparis ingår i släktet Scambus och familjen brokparasitsteklar. Inga underarter finns listade i Catalogue of Life.